# Kanton Chambord
 Chambord   is een kanton van het Franse departement Loir-et-Cher. Het kanton maakt deel uit van de arrondissementen Blois (14) en Romorantin-Lanthenay (9)

In 2020 telde het 25.630 inwoners.

Het kanton werd gevormd ingevolge het decreet van 21 februari 2014 met uitwerking op 22 maart 2015, met  Chambord als hoofdplaats.

## Gemeenten
Het kanton omvat volgende 23 gemeenten:
- Bauzy
- Bracieux
- Chambord
- Courmemin
- Crouy-sur-Cosson
- Dhuizon
- La Ferté-Beauharnais
- La Ferté-Saint-Cyr
- Fontaines-en-Sologne
- Huisseau-sur-Cosson
- La Marolle-en-Sologne
- Maslives
- Montlivault
- Mont-près-Chambord
- Montrieux-en-Sologne
- Neung-sur-Beuvron
- Neuvy
- Saint-Claude-de-Diray
- Saint-Dyé-sur-Loire
- Saint-Laurent-Nouan
- Thoury
- Tour-en-Sologne
- Villeny